# Мирен договор
Мѝрен до̀говор е окончателното приемане от две или повече страни, намиращи се дотогава в състояние на война, на задължението да прекратят военните действия на базата на писмено сключено споразумение за следвоенния ред. За разлика от примирието, сключването на мирен договор в наше време е възможно само при две признати от международното право правителства.
Най-важните елементи на мирния договор са правното регулиране на въпросите на териториалния суверенитет и политическите условия, волеизявленията на страните за изграждането на бъдещите дву- или многостранни отношения, форма и размера на репарациите, последствията във военната област.
Първият исторически документиран мирен договор бил сключен между Египет и хетите през 1259 пр.н.е. Този договор съдържал не само клауза за пакт за ненападение, но и задължения за взаимопомощ в случай на нападение от трета страна. Договорът бил изработен в две езикови версии – на древноегипетски и на хетски език, и позволил и на двамата управници да запазят достойнството си пред народа.